# Africotriton adelphum
Africotriton adelphum là một loài ốc biển, là động vật thân mềm chân bụng sống ở biển trong họ Cancellariidae.